# Coral Sant Jordi

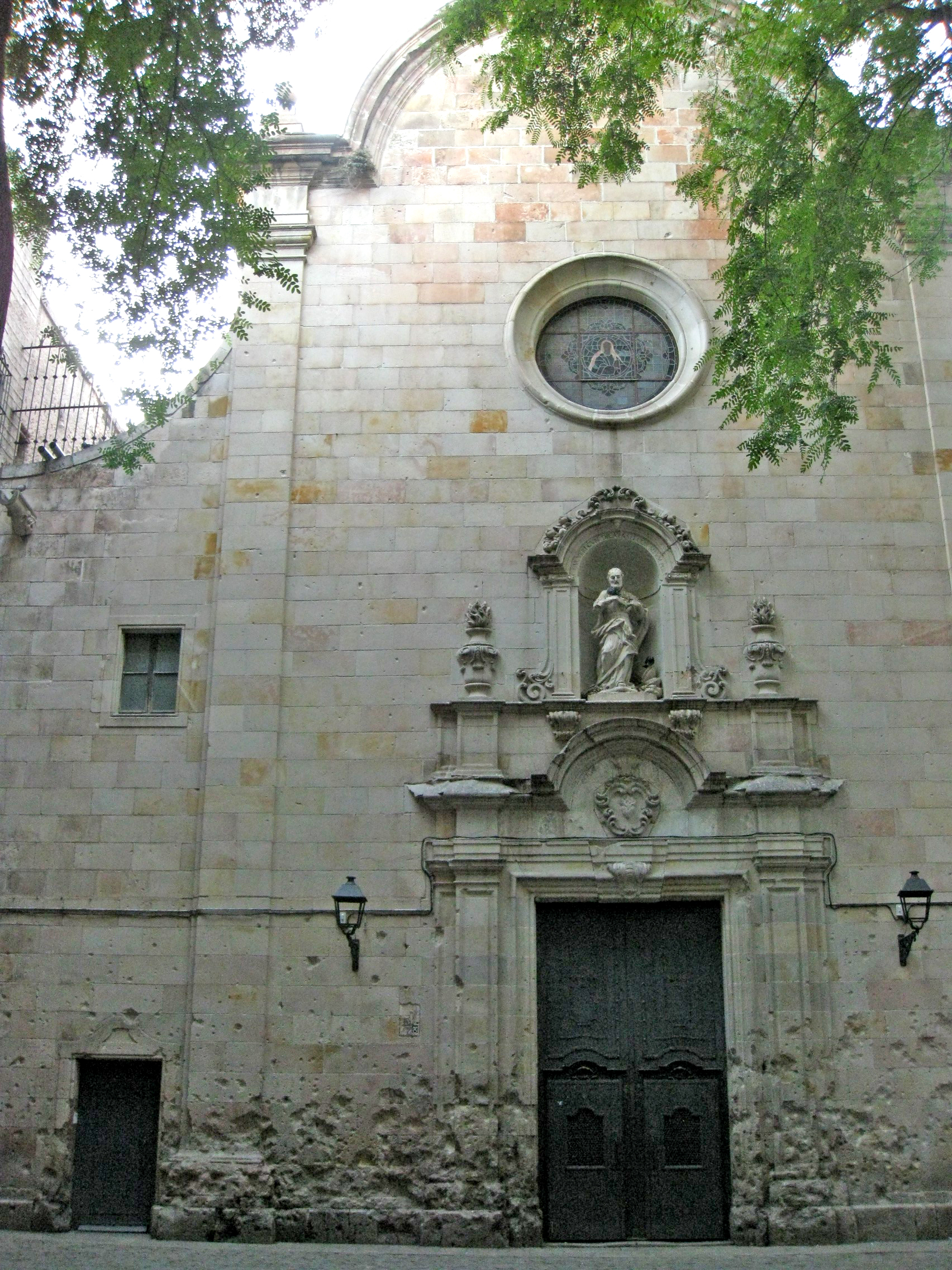
Iglesia barroca de Sant Felip Neri, en la plaza homónima, en el barrio Gòtic de Barcelona. En la parte baja se aprecian los impactos de la metralla del bombardeo de 1938.

La Coral Sant Jordi es una coral española formada en 1947 por  un grupo de amigos por iniciativa de Oriol Martorell, quien desde su inicio asumió su dirección y encabezó, no sólo una manera personal de entender e interpretar la música, sino también una determinada proyección social del hecho musical, vinculada y comprometida con el momento histórico de Cataluña. 
Para la Coral Sant Jordi, la aportación de Oriol Martorell ha sido esencial: él fue el alma y el dinamizador de una línea coral plenamente vigente de la que dan idea sus propias palabras: «[...] hemos querido cantarlo todo. Desde melodías medievales gregorianas o del Llibre Vermell de Montserrat hasta música jazz, sin olvidar a los grandes músicos de todos los tiempos.» 
Con este espíritu ecléctico, combinado con un compromiso con la música catalana, la Coral posee una larga trayectoria de difusión musical, que cuenta ya 1700 conciertos interpretados en Cataluña, el resto de España y otros países europeos, y ha colaborado con directores y compositores del prestigio de Sergiu Celibidache, Eduard Toldrà, Scherchen, Duke Ellington, Antoni Ros Marbà, Michael Corboz, Sergiu Comissiona, Edmon Colomer, Laszlo Heltay, Laurence Foster y Lluís Llach, entre otros.  
Después de sesenta años de actividad initerrumpida, sigue fiel a su orientación inicial de trasmitir el patromonio de la música coral con el máximo rigor técnico i artístico a un público lo más amplio posible. Con proyección de futuro, mantiene viva la ilusión por superar los retos que plantea el panorama actual del canto coral, con una exigencia constante por mejorar el proceso musical en todos los aspectos.
Desde el año 2000, su director titular es Lluís Vila i Casañas.